# كونستانس لويد
كونستانس لويد (بالإنجليزية: Constance Lloyd)‏ (2 يناير 1859، لندن في المملكة المتحدة - 7 أبريل 1898، جنوة في إيطاليا)؛ كاتِبة مُتخصِّصة في أدب الأطفال، صحفية وشاعرة بريطانية.